# Holidotea unicornis
Holidotea unicornis är en kräftdjursart som beskrevs av Barnard 1920. Holidotea unicornis ingår i släktet Holidotea och familjen Holidoteidae. Inga underarter finns listade i Catalogue of Life.